# Барвінівська сільська рада
| Барвінівська сільська рада — колишній орган місцевого самоврядування у Новомиколаївському районі Запорізької області з адміністративним центром у с. Барвінівка. Історична дата утворення: в 1943 році. Водоймища на території, підпорядкованій даній раді: річка Терса. Сільській раді були підпорядковані населені пункти: - с. Барвінівка - с. Василькове - с. Зірниця |

## Склад ради
Рада складалася з 12 депутатів та голови.

### Керівний склад ради
| ПІБ                           | Основні відомості                                                                     | Дата обрання | Дата звільнення |
| ----------------------------- | ------------------------------------------------------------------------------------- | ------------ | --------------- |
| Галушка Олександр Никифорович | Сільський голова, 1949 року народження, освіта, безпартійний                          | 26.03.2006   | 31.10.2010      |
| Попович Наталя Олександрівна  | Сільський голова, 1956 року народження, освіта незакінчена вища, член Партії регіонів | 31.10.2010   |                 |

Примітка: таблиця складена за даними джерела